# Spirostreptus ineptus
Spirostreptus ineptus är en mångfotingart som beskrevs av Kraus 1958. Spirostreptus ineptus ingår i släktet Spirostreptus och familjen Spirostreptidae. Inga underarter finns listade i Catalogue of Life.